# Мелехинский сельсовет
Меле́хинский сельсове́т — сельское поселение в Щигровском районе Курской области. 
Административный центр — село 2-е Мелехино.

## География
Населённые пункты Мелехинского сельсовета расположены по берегам реки Рать и её небольших притоков.

## История
Решением Щигровского райисполкома от 15 февраля 1960 года в состав Мелехинского сельсовета были включены населённые пункты упразднённого Озёрского сельсовета.
26 октября 1965 года в составе Мелехинского сельсовета произошли некоторые изменения: были объединены посёлок совхоза «Озёрки» и деревня Интернациональная в деревню Интернациональная, из учётных документов исключён фактически переставший существовать хутор Лозы, а посёлок совхоза «Суходол» переименован в посёлок Суходол.
4 мая 1967 года из Мелехинского сельсовета в состав вновь образованного Крутовского сельсовета были переданы деревни Крутое, Карек, Колодезки, Кунач, Матвеевка, Интернациональная, Озёрки, 1-й и 2-й Патепник, посёлок Калинина и посёлок Суходол.
В июне 1969 года были объединены деревня Каменева Поляна  и посёлок Максима Горького Мелехинского сельсовета в деревню Каменева Поляна.
Мелехинский сельсовет получил статус сельского поселения в соответствии с законом Курской области №48-ЗКО «О муниципальных образованиях Курской области» от 14 октября 2004 года. 

## Население
| 2002 | 2010 | 2012 | 2013 | 2014 | 2015 | 2016 |
| ---- | ---- | ---- | ---- | ---- | ---- | ---- |
| 677  | ↘531 | ↘496 | ↘485 | ↘462 | ↘447 | ↘438 |
| 2017 | 2018 | 2019 | 2020 | 2021 |      |      |
| ↘434 | ↘426 | ↘413 | →413 | ↘313 |      |      |

## Состав сельского поселения
| №  | Населённый пункт  | Тип населённого пункта       | Население |
| -- | ----------------- | ---------------------------- | --------- |
| 1  | 1-е Мелехино      | село                         | ↘26       |
| 2  | 2-е Есенки        | деревня                      | ↘11       |
| 3  | 2-е Мелехино      | село, административный центр | ↘320      |
| 4  | Аносовка          | деревня                      | ↘29       |
| 5  | Березник          | посёлок                      | ↘0        |
| 6  | Варламовка        | деревня                      | ↘14       |
| 7  | Каменева Поляна   | деревня                      | →21       |
| 8  | Медведев Колодезь | деревня                      | ↘16       |
| 9  | Новосёловка       | деревня                      | ↘49       |
| 10 | Новоспасовка      | деревня                      | ↘33       |
| 11 | Пушкарка          | деревня                      | ↘12       |

## Транспорт
Мелехинский сельсовет связан с Крутовским и Титовским сельсоветами автомобильной дорогой с твёрдым покрытием. Осуществляется пригородное автобусное сообщение с городом Щигры.